# Кладовище ляльок
Кладовище ляльок (англ. Doll Graveyard) — американський фільм жахів 2005 року.

## Сюжет
Одного разу жорстокий, озвірілий від люті батько змусив свою дочку поховати всіх ляльок, які в неї були. Але, після того, як вона послизнулася і зламала шию, тато ховає її поряд із ляльками. Через сторіччя, маленький хлопчик випадково натикається на старе поховання і знаходить похованих ляльок, які оживають і захищають хлопчика від нападок старших.

## У ролях
| Актор            | Роль                    |
| ---------------- | ----------------------- |
| Джаред Касніц    | Гай Філлбрук            |
| Габріель Лінн    | Діді Філлбрук           |
| Крістін Грін     | Олівія                  |
| Анна Алісія Брок | Террі                   |
| Брайан Ллойд     | Річ                     |
| Скотт Сеймур     | Том                     |
| Кен Лайл         | Лестер Філлбрук / Сиріл |
| Ханна Маркс      | Софія                   |